# Olax dissitiflora
Olax dissitiflora là một loài thực vật có hoa trong họ Olacaceae. Loài này được Oliv. mô tả khoa học đầu tiên năm 1868.